# Route Nairobi-Mombasa
 (août 2023).
La mise en forme du texte ne suit pas les recommandations de Wikipédia : il faut le « wikifier ».
Les points d'amélioration suivants sont les cas les plus fréquents. Le détail des points à revoir est peut-être précisé sur la page de discussion.
- Les titres sont pré-formatés par le logiciel. Ils ne sont ni en capitales, ni en gras.
- Le texte ne doit pas être écrit en capitales (les noms de famille non plus), ni en gras, ni en italique, ni en « petit »…
- Le gras n'est utilisé que pour surligner le titre de l'article dans l'introduction, une seule fois.
- L'italique est rarement utilisé : mots en langue étrangère, titres d'œuvres, noms de bateaux, etc.
- Les citations ne sont pas en italique mais en corps de texte normal. Elles sont entourées par des guillemets français : « et ».
- Les listes à puces sont à éviter, des paragraphes rédigés étant largement préférés. Les tableaux sont à réserver à la présentation de données structurées (résultats, etc.).
- Les appels de note de bas de page (petits chiffres en exposant, introduits par l'outil «  Source ») sont à placer entre la fin de phrase et le point final[comme ça].
- Les liens internes (vers d'autres articles de Wikipédia) sont à choisir avec parcimonie. Créez des liens vers des articles approfondissant le sujet. Les termes génériques sans rapport avec le sujet sont à éviter, ainsi que les répétitions de liens vers un même terme.
- Les liens externes sont à placer uniquement dans une section « Liens externes », à la fin de l'article. Ces liens sont à choisir avec parcimonie suivant les règles définies. Si un lien sert de source à l'article, son insertion dans le texte est à faire par les notes de bas de page.
- La présentation des références doit suivre les conventions bibliographiques. Il est recommandé d'utiliser les modèles {{Ouvrage}}, {{Chapitre}}, {{Article}}, {{Lien web}} et/ou {{Bibliographie}}. Le mode d'édition visuel peut mettre en forme automatiquement les références.
- Insérer une infobox (cadre d'informations à droite) n'est pas obligatoire pour parachever la mise en page.

Pour une aide détaillée, merci de consulter Aide:Wikification.
Si vous pensez que ces points ont été résolus, vous pouvez retirer ce bandeau et améliorer la mise en forme d'un autre article.
Ne doit pas être confondu avec Nairobi–Mombasa Expressway.
Mombasa Road, aussi connue sous le nom de Nairobi-Mombasa Road, ou Mombasa-Nairobi Road ou A109 Road (Kenya) est la principale voie entre Nairobi, grande ville et capitale du Kenya, et Mombasa, la plus grande ville portuaire du pays. Cette route est une composante du Northern Corridor.

## Emplacement

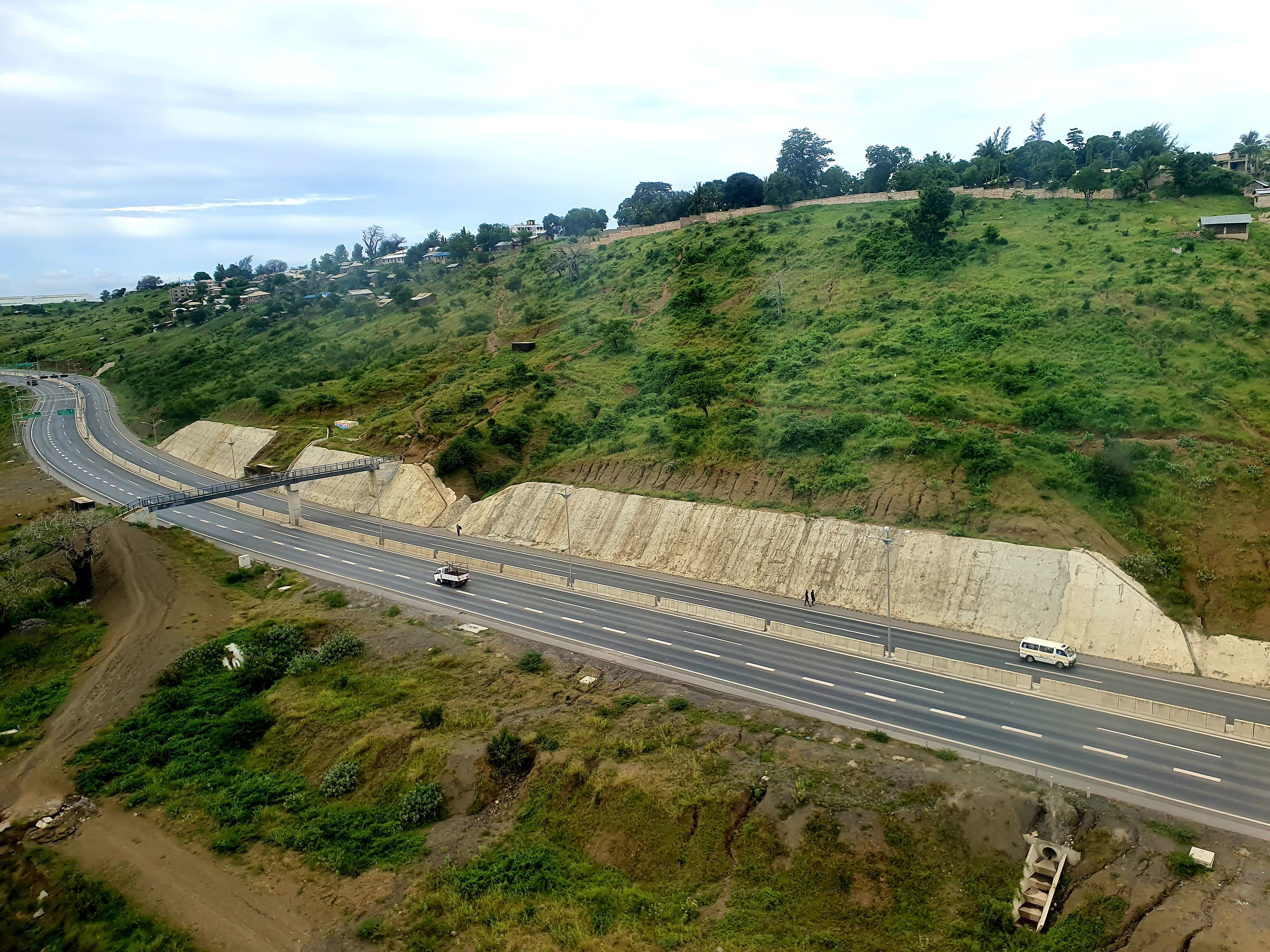
Vue depuis le chemin de fer en direction de la ville de Mombasa (chemin de fer à voie normale, ligne reliant Mombasa et Nairobi)

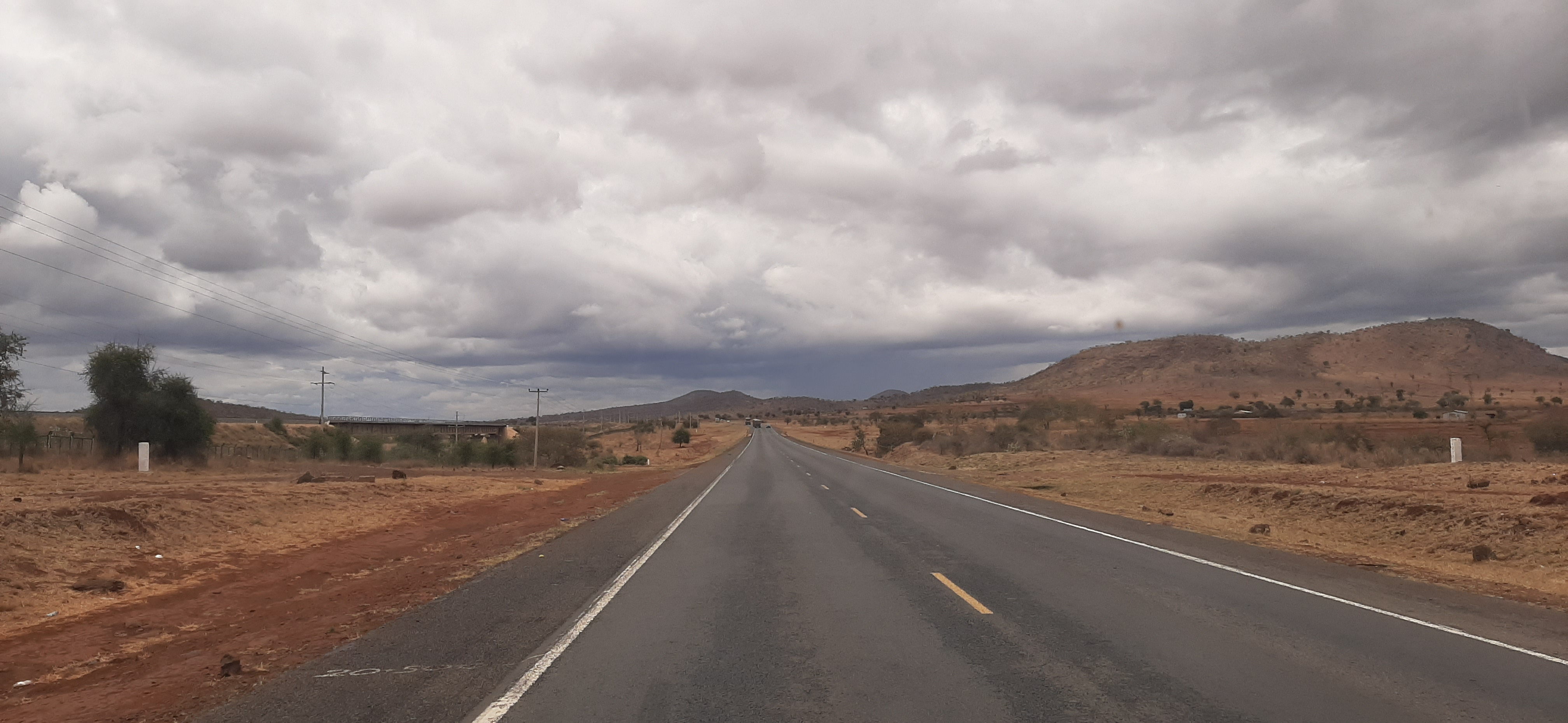
La route A109 près de la jonction Tsavo (2019)

La route commence dans la ville de Nairobi, à la confluence entre Langata Road, Uhuru Highway et Lusaka Road, à l'ouest de DHL House. Elle se poursuit dans une direction générale sud-est, traversant sept départements du Kenya pour finir à Mombasa, entre Digo Road, Langoni Road et Abdel Nasser Road, avec une distance totale de 482 kilomètres (300 milles environ). Ses coordonnées au sud du village d'Athi River (district de Machakos) sont : 01°30'15.0"S, 37°05'20.0"E (Latitude:-1.504167; Longitude:37.088889).

## Aperçu
Cette voie, avec sa route sœur, Nairobi-Malaba Road, fait partie de la Great North Road, qui relie la côte kenyane aux pays enclavés du Burundi, de l'est de la RD Congo, du Rwanda, de l'Ouganda et du Soudan du Sud. La route transporte plus de 50 % de toutes les marchandises échangées dans la Communauté de l'Afrique de l'Est. En raison du volume de trafic et de la concentration de véhicules de transport lourds, la route est sujette aux accidents, ce qui représente un grand nombre de blessés et de décès dans la région. Rien qu'en 2013, 3 179 personnes ont perdu la vie dans des accidents de la circulation sur la route combinée Mombasa-Malaba.
Le gouvernement du Kenya prévoit d'étendre la route à deux voies de communication, avec un total de six couloirs à l'extérieur de l'île de Mombasa, augmentant le nombre de voies à douze sur l'île-même. L'appel d'offres auprès des bailleurs de fonds et des contracteurs devait être annoncée avant fin 2016. Quand sa construction sera terminée, la route prendra le nom de Nairobi-Mombasa Expressway, autrement dit la "Voie expresse Nairobi-Mombasa".[réf. nécessaire]

## Les villes
Les villes suivantes, répertoriées d'ouest en est, sont situées le long de l'autoroute:
- Nairobi
- Athi River
- Machakos Junction
- Konza
- Sultan Hamud
- Emali
- Simba
- Kiboko
- Makindu
- Kiunduani
- Mbuinzau
- Nguumo
- Kibwezi
- Mtito Andei
- Voi
- Maungu
- Mackinnon Road
- Taru
- Samburu, Kwale County
- Maji ya Chumvi
- Mariakani
- Mazeras
- Miritini
- Jomvu
- Mombasa

## Intersections
Les principales intersections suivantes se trouvent le long de la route Nairobi-Mombasa, répertoriées de l'ouest vers l'est: 
1. La route Nairobi - Malaba, également appelée route Nairobi - Ouganda
2. La route Nairobi - Namanga, une partie de la route Nairobi - Arusha
3. Le Voi - Route Taveta
4. La route Mariakani-Kaloleni-Mavueni
5. L' autoroute de contournement de Dongo Kundu
6. La route Mombasa-Garissa
7. L' autoroute Malindi-Bagamoyo.